# Bismarckhütte

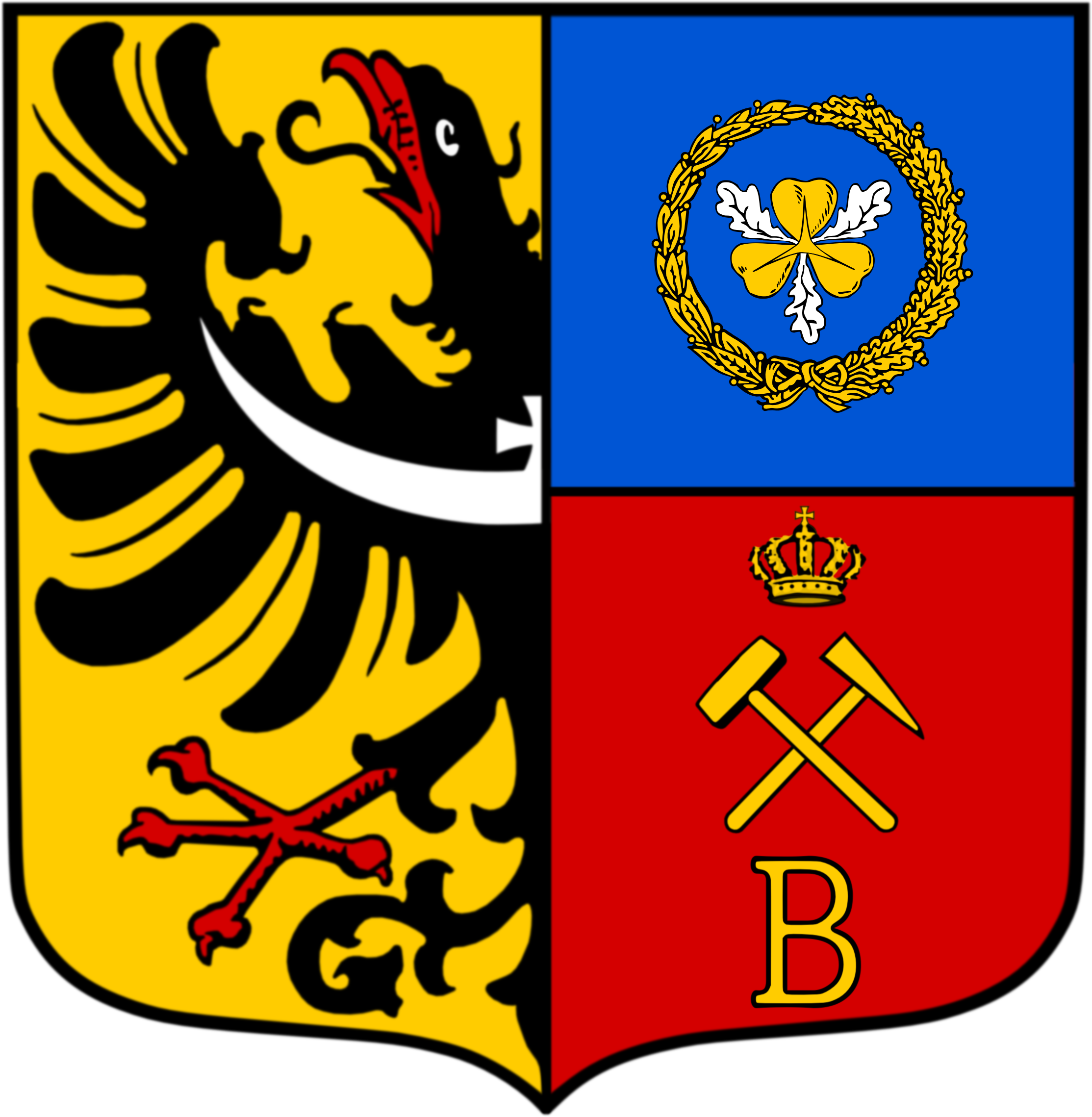
Herb gminy Bismarckhütte (późn. Hajduków Wielkich)

Hajduki Wielkie (od 1922 pol. nazwa urzędowa, 1903–1922 nieurz. Bismarkhuta; niem.: 1903–1922, 1939–1941 Bismarckhütte, 1941–1945 Königshütte-Bismarck; śl. Hajduki, w śl. gwarze Kobylorzy – Bismark) – miejscowość (dawna gmina), obecnie część miasta Chorzów, wchodząca w skład dzielnicy Chorzów Batory.

## Historia
Początki osady Hajduki sięgają przełomu XVI i XVII wieku. W roku 1882 w Hajduku Dolnym była kopalnia węgla, wielka piekarnia parowa oraz łomy piaskowca.
W 1903 roku dwie gminy wiejskie: Hajduki Dolne (niem. Nieder-Heiduk) i Hajduki Górne (niem. Ober-Heiduk) zostały połączone dekretem cesarza Wilhelma II w nową gminę Bismarckhütte. Było to związane z uruchomieniem w 1873 roku Huty Bismarcka (niem. „Bismarckhütte”, od 1933 r. Huta „Batory”) oraz założenia destylarni smoły (1888), która stanowiła zalążek przyszłych Zakładów Chemicznych „Hajduki”.
W plebiscycie 1921 roku, 8347 mieszkańców Bismarkhuty głosowało za pozostaniem gminy w Niemczech, a 4654 za przyłączeniem jej do Polski.
W czerwcu 1922 roku gminę przyłączono do Polski, zmieniając jej nazwę na Hajduki Wielkie. W, decyzją Sejmu Śląskiego, Hajduki Wielkie zostały przyłączone do Chorzowa, stając się częścią dzielnicy o nazwie Chorzów-Batory.
W okresie międzywojennym wieloletnim naczelnikiem gminy Hajduki Wielkie został dowódca powstańczy Karol Grzesik, który w 1936 roku został prezydentem Chorzowa.
W latach 1926–1939 Hajduki Wielkie były siedzibą starostwa powiatu świętochłowickiego, stanowiącego część dawnego powiatu bytomskiego, przyznaną Polsce. Władze gminy użyczyły staroście teren pod budowę gmachu (obecnie Urząd Miejski w Świętochłowicach), którego budowę ukończono w 1926 roku.
Po Hajdukach Nowych (1934), również Hajduki Wielkie utraciły samodzielność z dniem 1 kwietnia 1939 roku, poprzez włączenie do miasta Chorzowa, przy czym zachodnie krańce, obejmujące Kalinę, Kolonię Dworcową (ob. ul. Hajduki) oraz rejon przy rozwidleniu szlaków kolejowych Katowice–Gliwice i Katowice–Bytom ze szkołą i starostwem właśnie znoszonego powiatu świętochłowickiego przyłączono do Świętochłowic. Połączenie Hajduków Wielkich z Chorzowem dokonało się za zgodą rad obu gmin i z poparciem samych mieszkańców, gdyż przyłączenie do miasta o statusie powiatu, jakim był Chorzów, wiązało się z szeregiem udogodnień dla mieszkańców i przedsiębiorców, przede wszystkim podatkowych.
W okresie międzywojennym gmina Hajduki Wielkie była znana przede wszystkim z sukcesów drużyny piłkarskiej Ruchu Wielkie Hajduki, która w styczniu 1939 roku zmieniła nazwę na Ruch Chorzów. Na terenie gminy działał też klub piłkarski Bismarckhütter Ballspiel Club (7 stycznia 1923 roku połączył się z Ruchem).

## Nazwa

### Bismarkhuta
Po utworzeniu gminy łączącej Dolne i Górne Hajduki, funkcjonujące od XIX wieku spolszczone nazwy Bismarkhuta i Huta Bismarka zaczęto używać nie tylko na oznaczenie huty „Bismarck”, lecz również gminy i miejscowości.
W latach 1920–1922 używano dwujęzycznych, podwójnych nazw urzędowych: „Bismarckhütte Oberschlesien / Bismarkhuta Górny Śląsk”.
W okresie II wojny światowej dawna gmina była częścią Królewskiej Huty, stanowiąc w latach 1941–1945 dzielnicę miasta o nazwie Königshütte-Bismarck.

### Hajduki Wielkie
Nazwa miejscowości Hajduki  wywodzi się od częstego nazwiska Hajduk i oznacza osadę należącą do tej rodziny (rodu).
Zmiana oficjalnej, urzędowej nazwy gminy z niemieckiej Bismarckhütte na obowiązującą do dziś polską Hajduki Wielkie, dokonana przez Sejm Śląski, nastąpiła z dniem 19 czerwca 1922 roku. Kolejność członów w nazwie w okresie międzywojennym była zmienna, bowiem zamiennie używano form Hajduki Wielkie oraz Wielkie Hajduki.

## Komunikacja
Hajduki Wielkie od 1913 roku posiadają własny dworzec kolejowy Chorzów Batory (przy ul. Armii Krajowej) na trasie Katowice–Gliwice, Katowice–Lubliniec. Jako część dzielnicy Chorzów Batory Hajduki Wielkie są ważnym węzłem drogowym (Autostrada A4 i DTŚ). W miejscowości znajduje się nowoczesny kompleks sportowy w rejonie ulicy Granicznej. Głównymi ulicami miejscowości są: ul. Armii Krajowej (wschód–zachód) oraz Stefana Batorego (północ–południe).

## Parafie
- parafia Wniebowzięcia Najświętszej Maryi Panny (utworzona w 1908 roku, kościół z 1901 roku)- siedziba dekanatu Chorzów Batory
- parafia Najświętszego Serca Pana Jezusa (utworzona w 1940 roku, kościół z 1939 roku)
- parafia Jezusa Chrystusa Dobrego Pasterza (utworzona w 1983 roku, kościół z 1989 roku)